# Ascaris
Ascaris is het geslacht waartoe de darmparasiet spoelworm (Ascaris lumbricoides) behoort en de aandoening ascariasis veroorzaakt.

## Soorten
- Ascaris lumbricoides (spoelworm)
- Ascaris suum (bij varkens voorkomende spoelworm)